# Pauridiantha talbotii
Pauridiantha talbotii är en måreväxtart som först beskrevs av Herbert Fuller Wernham, och fick sitt nu gällande namn av Ntore och Steven Dessein. Pauridiantha talbotii ingår i släktet Pauridiantha och familjen måreväxter. IUCN kategoriserar arten globalt som sårbar. Inga underarter finns listade i Catalogue of Life.